# Хисао Секигучи
Хисао Секигучи (јап. 関口 久雄; Саитама, 29. октобар 1954) бивши је јапански фудбалер.

## Каријера
Током каријере је играо за Мицубиши.

## Репрезентација
За репрезентацију Јапана дебитовао је 1978. године. За тај тим је одиграо 3 утакмице и постигао 1 гол.

## Статистика
| Јапан  | Јапан   | Јапан  |
| Година | Наступи | Голови |
| ------ | ------- | ------ |
| 1978.  | 3       | 1      |
| Укупно | 3       | 1      |